# Stephen Biko
Stephen Bantu Biko, noto come Steve Biko (Tarkastad, 18 dicembre 1946 – Pretoria, 12 settembre 1977), è stato un attivista sudafricano anti-apartheid.
La sua morte contribuì a farne un simbolo per la popolazione sudafricana nera e i suoi funerali furono l'occasione per una grande manifestazione di massa e di sfida, con la partecipazione di decine di migliaia di persone.

## Biografia

### Origini e formazione
Nacque in una famiglia Xhosa, e trascorse i primi anni nella città di Ginsberg, nella provincia del Capo Orientale. Nel 1966, iniziò a studiare medicina presso la University of Natal, ove si unì al movimento del "National Union of South African Students"  e iniziò a sviluppare le sue idee politiche, ispirate al socialismo e nazionalismo africano.

### L'attività politica
Nel 1970 fondò il Black Consciousness Movement ("movimento per la coscienza dei neri") un movimento sorto dall'angoscia e dalla frustrazione degli africani colti, che criticavano il razzismo ed il liberalismo e che vedevano preclusa dall'apartheid ogni tipo di libertà. Il BCM si articolava in tre organizzazioni: un'associazione politica (Black Peoples' Convention) una centrale sindacale (Black Allied Workers' Union) e una lega studentesca (South African Students' Organisation).
Il governo arrivò a vedere Biko come una minaccia sovversiva e lo mise sotto un ordine di confino nel 1973, limitando gravemente le sue attività.

### L'arresto e la morte

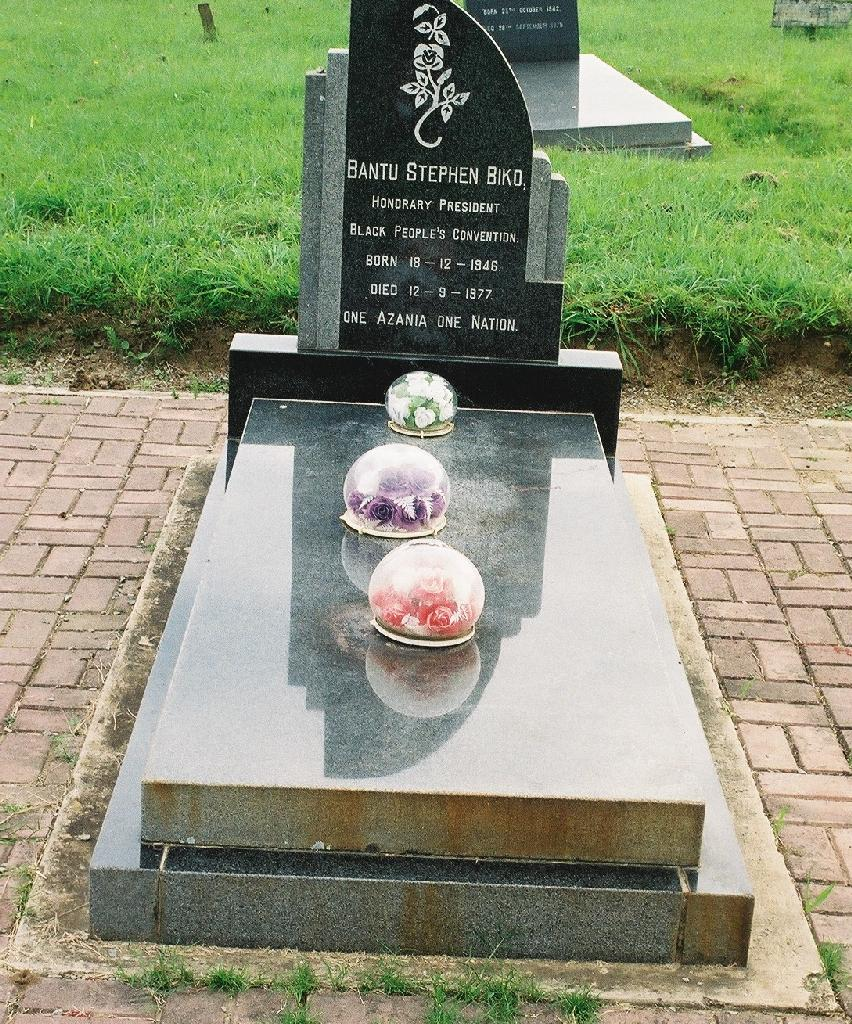
La sua tomba

Il 18 agosto 1977 Biko fu arrestato presso un posto di blocco dalla polizia sudafricana e rinchiuso nel carcere di Port Elizabeth per un mese e sei giorni. Durante la detenzione fu sottoposto a interrogatori e torture dolorose e umilianti, compresi colpi alla testa che portarono a una grave lesione al cranio, nella stanza del commissariato 619, per circa 22 ore. L'11 settembre 1977 la polizia decise di trasferirlo al carcere di Pretoria, munito di una struttura sanitaria. Con una frattura al cranio, il giorno seguente, dopo aver viaggiato per 1100 km nel baule di una Land Rover, morì poco dopo l'arrivo per lesioni cerebrali, ma le fonti ufficiali della polizia sostennero che il decesso era da attribuirsi a un prolungato sciopero della fame.

## Tributi

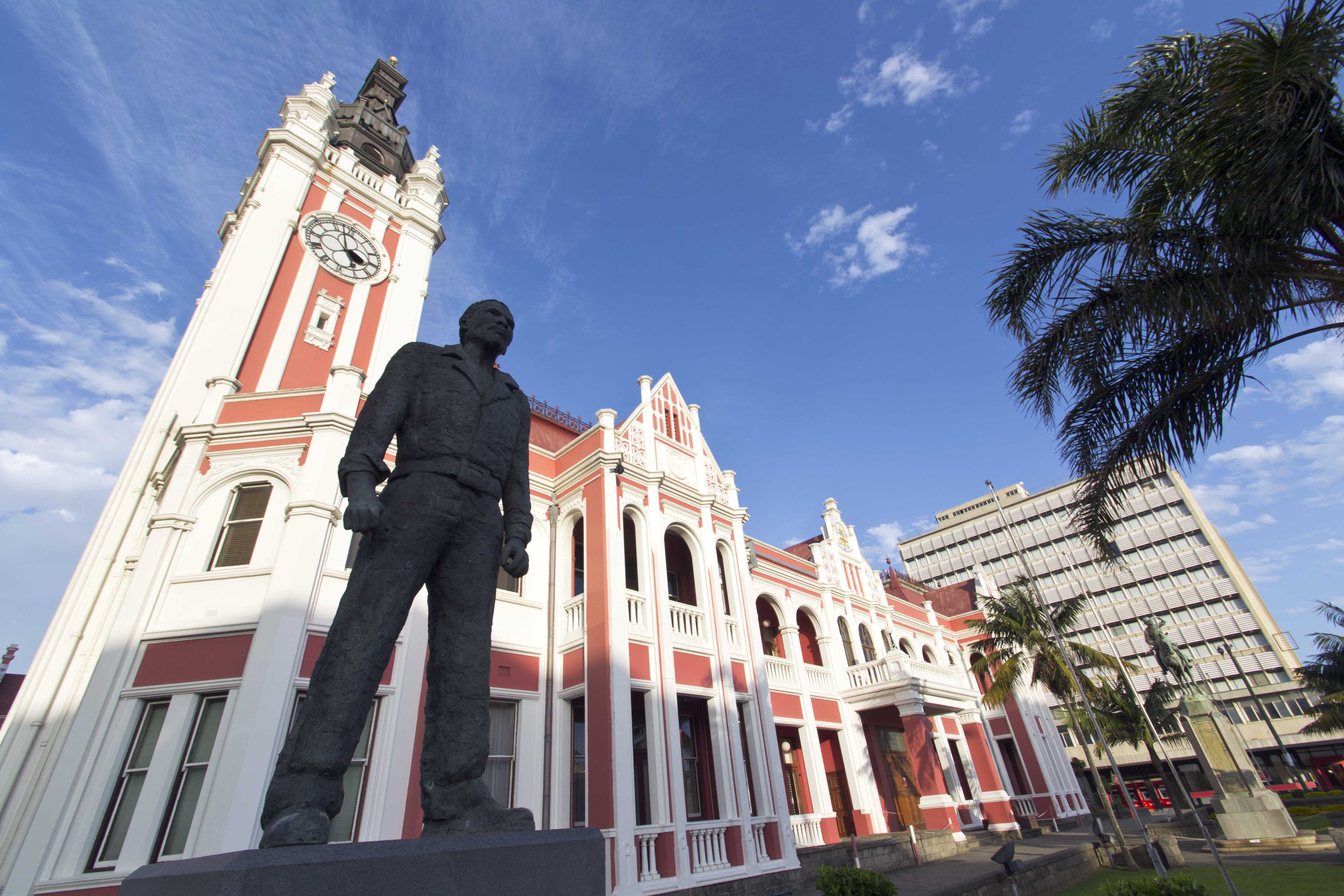
Statua di Steve Biko a East London

Nel 1979 gli Steel Pulse, band reggae inglese, incidono Biko's Kindred Lament, facente parte dell'album Tribute to the Martyrs. Nel 1980 Peter Gabriel incise Biko, brano vietato in Sudafrica. Lo stesso brano fu riproposto dai Simple Minds in Street Fighting Years (1989) album dedicato anche a Nelson Mandela e Víctor Jara e da Joan Baez nell'album Recently (1987). Biko è nominato anche nella canzone Figli della stessa rabbia, degli italiani Banda Bassotti, in Silver Tongue Show dei Groundation, e in September 77 dei Kina, da La gioia del rischio. Nel 1987 il regista britannico Richard Attenborough fu autore di Grido di libertà, che racconta la storia degli ultimi giorni di Steve Biko, interpretato da Denzel Washington.